# Come Pripyat
Come Pripyat è un singolo del rapper italiano Caparezza, pubblicato il 14 gennaio 2022 come quarto estratto dall'ottavo album in studio Exuvia.

## Descrizione
Il brano rappresenta il punto del concept che segna il passaggio dalla realtà ferma a quella trasformata, come spiegato dal rapper:

## Video musicale
Il video, diretto da Fabrizio Conte, mostra il rapper addentrarsi in luoghi abbandonati e decadenti come la città fantasma a cui fa riferimento il titolo del brano. Realizzato grazie alla collaborazione con un'associazione per appassionati di esplorazione urbana, le riprese sono state effettuate in diverse località e monumenti italiani tra cui il Palazzo Pianetti di Jesi e il Mappamondo della pace di Apecchio ed è stato diffuso attraverso il canale YouTube di Caparezza il 2 marzo 2022.

## Formazione
Musicisti
- Michele Salvemini – voce, arrangiamento, tastiera
- Gaetano Camporeale – arrangiamento, tastiera, pianoforte
- Alfredo Ferrero – arrangiamento, chitarra acustica ed elettrica
- Rino Corrieri – batteria acustica
- Giovanni Astorino – basso, strumenti ad arco
- Alfonso Mastrapasqua – strumenti ad arco
- Nicola Farina – accordatura pianoforte
- Gabriele Blandini – sassofono
- Luigi Alemanno – corno
- Gianluca Ria – trombone
- Giovanni Chirico – sassofono
- Annamaria Loiacono – coach vocale

Produzione
- Michele Salvemini – produzione, pre-produzione
- Gaetano Camporeale – pre-produzione
- Alfredo Ferrero – pre-produzione
- Antonio Porcelli – registrazione
- Francesco Aiello – registrazione
- Chris Lord-Alge – missaggio
- Brian Judd – assistenza al missaggio
- Adam Chagnon – ingegneria del suono aggiuntiva
- Chris Gehringer – mastering